# Центральный дом журналиста
Центральный дом журналиста (ЦДЖ, Домжур, ранее — Дом печати) — общественный центр Союза журналистов России, одна из старейших культурных и информационных площадок Москвы. В холле, залах и кинотеатре Дома проводятся творческие встречи, образовательные и культурно-просветительские мероприятия.
Здание построено не позднее 1736 года для князей Гагариных, национализировано после революции и в 1920-м передано под Дом печати. В 1938 году произошло переименование в Центральный дом журналиста. В советское время в здание проходили только по членским билетам, сейчас вход свободный.
Здание расположено на Никитском бульваре, 8а, в Пресненском районе Центрального административного округа города Москвы. Главный (парадный) вход в здание осуществляется с Никитского бульвара (дом 8а), часть помещений выходит на Калашный переулок (дом 3 стр.1).

## История

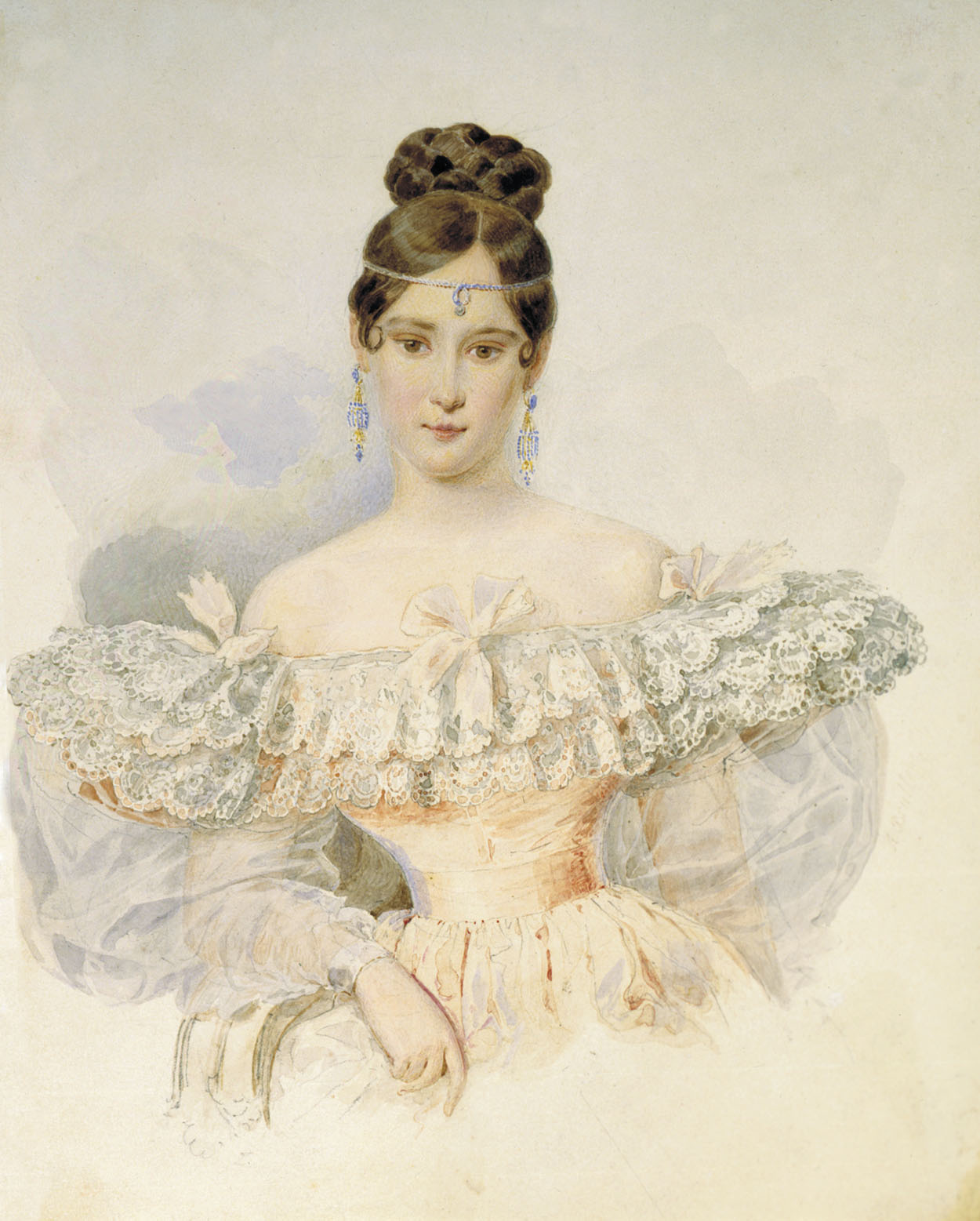
Портрет Натальи Гончаровой работы Александра Брюллова

### Усадьба Гагариных
Усадьба князей Гагариных построена в конце XVIII века. Во время пожара 1812 года здание почти полностью сгорело, сохранился каменный флигель усадьбы. В 20-х годах XIX века флигель восстановили и перестроили в главный дом, владелицей стала Анастасия Щербинина, дочь княгини Екатерины Дашковой, председательницы Императорской российской академии (впоследствии — Российской академии наук). 20 февраля 1831 года Щербинина давала бал, на котором впервые как супруги присутствовали Александр Пушкин и Наталья Гончарова. Из письма Александра Кошелева к князю Владимиру Одоевскому от 21 февраля 1831 года: «Вчера на бале у Щербининой встретил Пушкина. Он очень мне обрадовался. Свадьба его была 18-го, в прошедшую среду. Он познакомил меня с своею женою, и я от неё без ума. Прелесть как хороша».
В 1836 году Анастасия Щербинина из-за финансовых проблем вынуждена была продать дом графине Головиной. В 1872 году владельцем здания становится представитель российского купечества — Александр Никифорович Прибылов, один из «ситцевых королей». В 1877 году дом перестроили по проекту архитектора Александра Вивьена. Новый декор фасада и чугунная ограда по красной линии Никитского бульвара сохранились до наших дней. Потомки Прибыловых владели зданием до Октябрьской революции, позже дом национализировали, а бывшим владельцам — Макеевым Александру Семеновичу и Софье Алексеевне выделили несколько комнат.

### Дом печати
В начале 1920 года нарком просвещения Анатолий Луначарский по просьбе Владимира Маяковского передал здание журналистам. 3 марта 1920 года в бывшей усадьбе Прибыловых разместился Дом печати. Маяковский с первого дня работы Дома и до конца жизни являлся членом его правления.
Сегодня, в 7 часов вечера, открывается Дом печати. Вступительное слово о задачах Дома сделает товарищ П. М. Керженцев. Затем состоится беседа на тему «Из прошлого большевистской печати».
В Доме печати выступали московские литераторы, поэты и актёры, давали концерты музыканты, в том числе победители международных конкурсов Лев Оборин и Давид Ойстрах. Так, например, 2 декабря 1921 года Валерий Брюсов представил пьесу «Диктатор», в обсуждении которой участвовали знаменитые в то время московские драматурги и режиссёры. В другое время Брюсов озвучивал доклад о мистике и иррациональности в жизни и литературе. В 1921 году в Доме проходила дискуссия об истоках и судьбах имажинизма, с участием представителей этого литературного течения — Сергеем Есениным, Рюриком Ивневым, Анатолием Мариенгофом и Вадимом Шершеневичем. 7 мая того же года, за три месяца до смерти, Александр Блок в последний раз читал в Доме печати стихи, а 25 сентября 1925 года там состоялось последнее выступление Есенина.
19 февраля 1922 года в Доме печати прошел первый в стране литературный аукцион. Поэты читали стихи и продавали книги, а доход шел в помощь голодающим Поволжья. На афише спектакля и аукциона указывалось, что Владимир Маяковский «по ходу действия сделает сенсационное сообщение»: на мероприятии Маяковский объявил, что никто не покинет Дом печати без его разрешения, а разрешение получат только те, кто пожертвует голодающим Поволжья.
В конце 1920-х годов для участия в организации Театра обозрений при Доме печати пригласили Рину Зелёную. Предполагалось, что театром будет руководить художественный совет: главный режиссёр Виктор Типот, художник Кирилл Зданевич, композитор Матвей Блантер и интересующиеся работой театра люди, но в действительности хозяином театра являлось правление Дома печати. Среди авторов театра числились писатель Валентин Катаев, драматург Владимир Масс, писатель-сатирик Виктор Ардов, писатель-юморист Леонид Ленч.

### Дом журналиста
СССР
В 1938 году Дом печати реорганизован в Дом журналиста при ЦК профсоюза работников печати. В народе официальное название быстро сократили до лаконичного «Домжур». В 1941 году из здания Домжура журналисты уходили на фронт — в их честь в 1993 году рядом со зданием поставили памятник.
В послевоенные годы Дом журналиста перестал быть культурным центром столицы, так как в Москве появились новые площадки для работников искусства, но остался своеобразным профессиональным клубом для работников печати. К сорокалетию Октябрьской революции в 1957 году в Домжуре организовали встречи со старыми большевиками, участниками революционных событий и ветеранами большевистской печати, провели вечера воспоминаний «Кремль в октябре 1917 года», «Первые дни Советской власти в Москве».
Кабинет печати Домжура составлял методические указания для работников газет и журналов, для них же проводились встречи с участием директоров школ, работников Торговой палаты, министров легкой и текстильной промышленности. В Домжуре действовал двухлетний лекторий по журналистике для молодых специалистов, с производственной практикой в редакции московских газет и групповыми и индивидуальными консультациями по газетным жанрам. В лектории для фоторепортеров слушатели изучали основы фотомастерства. Согласно отчёту о работе, в середине 1950-х в Доме журналиста проводились семинары по обмену опытом и консультации для редакционных коллегий, выступали ведущие журналисты советской прессы, проводились творческие собрания и встречи с издательскими работниками, а также с журналистами и деятелями искусства стран Восточной и Западной Европы, Азии, Арабского Востока, Латинской Америки и Мексики
В Домжуре действовали секции очеркистов и фельетонистов, репортеров, журналистов-международников, работников многотиражных газет, по работе с военными журналистами, с республиканскими и областными газетами, секции кино и телевидения, спортивной журналистки. Рецензенты московских газет и журналов дважды в неделю знакомились с новыми художественными и документальными фильмами, ещё не выпущенными в прокат. Работали кружки английского языка, курсы стенографии, вокальный и детский театральный коллективы. Журналисты были заняты в самодеятельном сатирическом ансамбле «Верстки и правки». Для детей в Доме журналиста регулярно проводились утренники, встречи с артистами и художниками, киносеансы и концерты детского театрального коллектива. Книжный фонд библиотеки Домжура в 1957 году составлял 75 тысяч экземпляров.
В 1962 году постановлением ВЦСПС Дом журналиста передали в ведение правления Союза журналистов СССР. С 1989 года здание Домжура значится как памятник истории и культуры.
Россия

Памятник фронтовым корреспондентам, установленный около Домжура, 2013 год

В 1991-м Правительству России было предписано передать имущество общественных организаций, к которым относились и творческие союзы, в собственность этих организаций, а в 1993-м вышел указ президента о передаче Союзу журналистов России в безвозмездное и бессрочное пользование помещений Домжура, используемых союзом.
В 1993 году в сквере перед зданием установили памятник фронтовым корреспондентам. На колонне за его спиной высечена цитата из песни «Корреспондентская застольная»: «С „лейкой“ и блокнотом, а то и с пулемётом сквозь огонь и стужу мы прошли». Авторы произведения — скульптор Лев Кербель и архитектор Евгений Розанов.
В 1995 году в Доме журналиста начал работу первый в России пресс-центр, позднее реорганизованный в инфоцентр: во встречах, пресс-конференциях и беседах «За круглым столом» участвовали представители политических движений и фракций, столичные чиновники и главы администраций регионов. Также проходили встречи с министрами отраслей промышленности и сельского хозяйства, иностранными послами. В Домжуре в 1990-х стали проводиться семинары и конференции, освещались и анализировались кампании кандидатов в президенты РФ и лидеров партий. К традиционным литературно-музыкальным гостиным добавились презентации книг, посвященных политико-экономическим проблемам, и встречи с представителями коммерческих организаций.

## Интерьеры
- Мраморный зал вмещает до 60 человек.
- Розовая гостиная — место встреч участников мероприятий, проходящих в Мраморном зале, или занятий групп семинаров, также в ней может быть устроена художественная выставка.
- Голубая гостиная используется для регистрации участников, представителей СМИ и гостей мероприятия, рассчитана на небольшие художественные выставки, вместимость зала — 30 человек.
- Концертный зал меняется в зависимости от мероприятия и подходит для мероприятий с участием до 200 человек.
- Малый зал предназначен для мероприятий с участием до 50 человек.
- Холлы первого этажа используются для проведения художественных выставок и мероприятий в неформальной обстановке.
- Двухуровневое кинокафе «Журналист» оформлено в историческом дизайне[18].
- Кинозал на 100 зрительских мест.

## Кинотеатр Дома журналиста
Кинотеатр «Домжур» — действующий московский кинотеатр. Во второй половине восьмидесятых был закрыт, восстановлен в классическом виде и открыт в 2009 году. Любимое москвичами место досуга теперь порадует и киноманов.
В киноцентре работают 3 зала: Зал № 1 (Кинозал) на 100 мест оснащен системой звука Dolby Digital и оборудованием для демонстрации фильмов в цифровом формате. Зал № 2 (Арт — зал) уютный кинозал на 30 мест. Зал № 3 (Концертный, исторический) на 182 места.

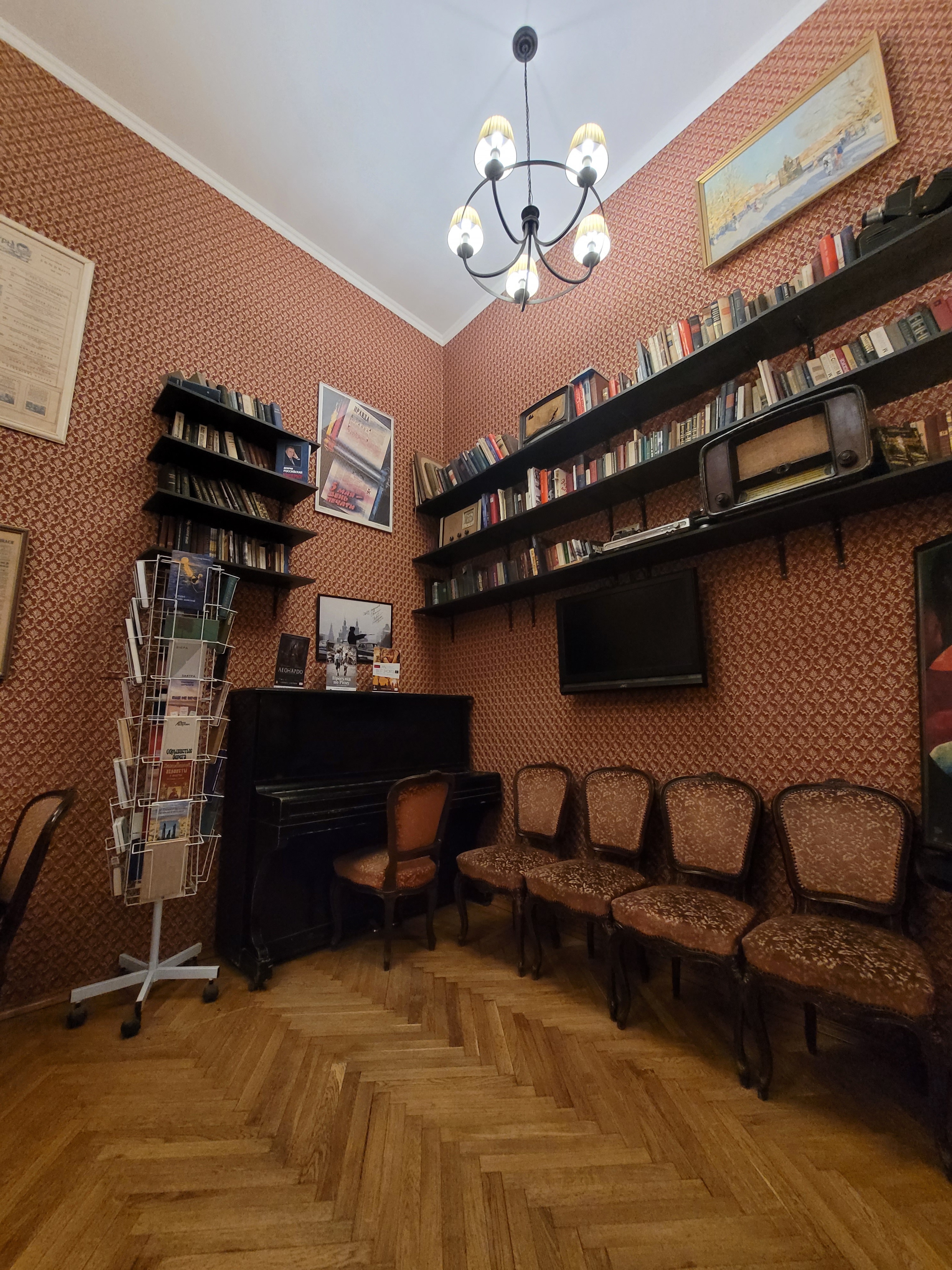
Фойе кинотеатра Домжур

Предпочтение в репертуарной политике отдается арт-мейнстриму, фестивальному и документальному кино, а также популярным картинам, которые сложно найти в других Московских кинотеатрах. Особенностью киноцентра является «долгий» прокат фильмов. Здесь можно посмотреть кино разных стран на языке оригинала: Франции, Великобритании, Италии, Испании, Германии, Румынии, Португалии, Скандинавии, Стран Северной и Южной Америки, Японии, Кореи. Лучшее российское кино можно увидеть с английскими субтитрами, что позволяет гостям столицы познакомиться с кинематографом России. Специальные показы сопровождаются лекциями о кино, обсуждения фильмов с носителями языка, киноклубами, встречами с гостями. Параллельно с кинопоказом проводятся языковые разговорные клубы.

## Школа журналистики имени Владимира Мезенцева
В 2003 году Союз журналистов России и преподаватели факультета журналистики МГУ имени М.В. Ломоносова создают при Домжуре Школу тележурналистики, рекламы и паблик рилейшнз. Решение принимается в целях возрождения курсов Дома печати, работающих с появления Дома печати в Москве. Директором Школы при ЦДЖ был избран известный журналист, председатель молодёжной гильдии СЖР, преподаватель кафедры телевидения журфака МГУ Владимир Георгиевич Мезенцев.  В 2008 году, после смерти В.Г. Мезенцева, школа стала носить его имя. С 2008 года Школу при Домжуре возглавил сын первого руководителя Георгий Мезенцев.
В настоящее время в Школе журналистики имени Владимира Мезенцева работают 7 отделений для учеников с 5 по 11 класс. Занятия проводят преподаватели МГУ, ВШЭ и сотрудники федеральных медиа.
За годы работы были организованы сотни встреч с известными журналистами, писателями, политиками, среди них: Андрей Колесников, Екатерина Андреева, Лариса Вербицкая, Мария Ситтель, Дмитрий Борисов, Дмитрий Воскобойников, Сергеем Бабаевым, Дмитрий Соколов-Митрич, Наталья Метлина, Виталий Лейбин, Илья Варламов, Алексей Венедиктов, Владимир Жириновский, Эдуард Лимонов, Ясен Засурский и другие. 
Для Домжуровцев (так себя именуют ученики Школы) были организованы экскурсии в Правительство России, Государственную думу, Совет Федерации, ФСБ России, МИД России, ТАСС, Первый канал, ВГТРК, РБК, ТВЦ,Коммерсантъ, Парламентскую газету, Московский комсомолец, Комсомольскую правду и др. федеральные СМИ и органы власти.
В 2018 году, в год 30-летия дипломатической ссылки корреспондента Гостелерадио СССР Владимира Мезенцева в Южно-Сахалинск, Школа журналистики открывает региональную организацию в Сахалинской области. В н.в. в Школе им. Владимира Мезенцева в Москве работает 7 курсов медиа для детей из 5-11 классов и 2 направления в Южно-Сахалинске.

## Принадлежность здания
ЦДЖ входит в структуру Союза журналистов России, который получил здание в бессрочное безвозмездное пользование от Росимущества.
В июне 2009 года в СМИ появились сообщения, что Центральному Дому журналиста на Никитском бульваре будет присвоен статус памятника регионального значения, а охрана и контроль за состоянием здания перейдет к Москомнаследию.
Летом 2014 года Росимущество провело проверку помещений, выявило несанкционированные перепланировки занимаемых Союзом журналистов России помещений и потребовало расторжения договоров и выселения союза. В ноябре того же года появилась информация об интересе к зданиям Союза журналистов со стороны различных организаций. Союз призвал российские власти передать занимаемые объекты в собственность, сославшись на указы президента. В январе 2015 года по предложению депутатов Государственной Думы Бориса Львовича Резника и Михаила Маркелова принято решение проверить законность попытки чиновников отнять имущество у Союза журналистов.

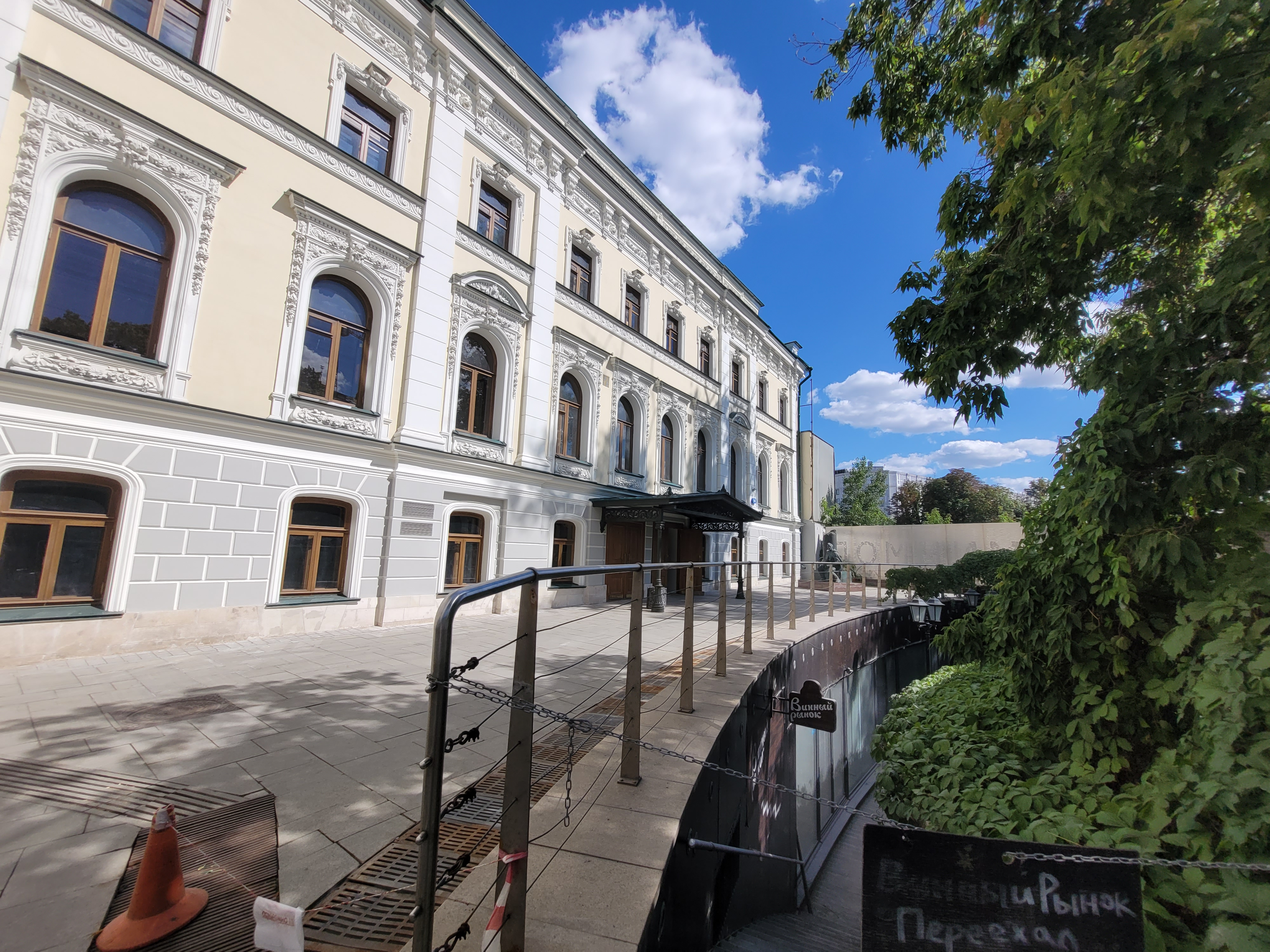
Вид здания и подземного магазина (2022)

В н.в. органы власти не оспаривают принадлежность здания Союзу журналистов. Более того, к 100-летию общественной организации московская мэрия выделила грант в размере 300 млн. руб. на реставрацию Дома журналиста.

## Мероприятия
В Домжуре неоднократно отмечались юбилеи. Так, ещё 17 марта 1973 года состоялся торжественный вечер, посвященный 50-летию журнала «Огонёк», а в 1995 году в честь 50-летнего юбилея ЮНЕСКО в Домжуре прошло заседание Комиссии Российской Федерации по делам организации.
В 1995 году Дом журналиста участвовал в подготовке к Форуму творческой интеллигенции России «Доминанта культуры в современном мире: век ХХ — век XXI. Ответственность художника за будущее России», в работе форума участвовало полторы тысячи деятелей искусства из разных стран. 3 октября того же года в Доме журналиста прошла выставка, посвященная столетнему юбилею Сергея Есенина: в концертном зале исполнили стихи и песни на стихи поэта.
С 2003 года на сайте Дома журналиста ведется архив по проводившимся мероприятиям. Например, в августе 2006 года общественная всероссийская организация ветеранов «Боевое братство» проводила пресс-конференцию, посвященную пятнадцатой годовщине ГКЧП.
Решением секретариата СЖР, с 2003 г. в Домжуре создается Школа тележурналистики, рекламы и паблик рилейшнз (сейчас — Школа журналистики имени Владимира Мезенцева).
В апреле 2008 года Домжур принимал международный круглый стол на тему «Как достичь устранения йододефицитных заболеваний в России: проблемы и решения», а феврале 2009-го — круглый стол «Как предотвратить банкротство банка в условиях кризиса», в апреле 2016 года — международную конференцию «Гендерные сюжеты в культуре и СМИ на постсоветском пространстве»..
В августе 2017 года в большом концертном зале Центрального дома журналиста состоялся гала-концерт фестиваля «Кинопесня-2017».

## Кинопроекты
15 марта 2011 года Центральный дом журналиста и киностудия «Альбатрос» открыли совместный проект ДОКер для регулярного показа современного авторского кино, программа включает в себя также документальные фильмы, презентации, пресс-конференции, творческие встречи и семинары.
Совместно с Музеем кино с 2011 года в Домжуре запущен киноклуб «Документальная среда» — показы документальных лент разных стран. Другой совместный проект — МедиаАртКлуб, он создавался с Центром культуры и искусства МедиаАртЛаб и нацелен на объяснение тенденций в медиа-искусстве.
В 2013 году в кинозале «Домжур» начала работу Киношкола «Права человека». Основная её задача — поощрять инициативность и интегрировать молодежь в общественную жизнь.
В декабре 2015 года в Доме журналистов прошел XXI Международный фестиваль фильмов о правах человека «Сталкер», а в апреле 2016-го — Международный кинофестиваль «8 женщин», посвящённый творчеству женщин-режиссёров.